# Laranjeiras (metropolitana di Lisbona)
Laranjeiras è una stazione della metropolitana di Lisbona, collocata poco dopo lo Zoo di Lisbona e che sorge sotto la Estrada das Laranjeiras. È stata inaugurata il 14 ottobre 1988 ed è situata sulla linea Blu.
La stazione è caratterizzata dai dipinti sulle banchine che rappresentano arance in vari modi.